# Emtricitabina/rilpivirina/tenofovir alafenamida
Emtricitabina/rilpivirina/tenofovir alafenamida, comercializado sob a denominação de Odefsey, é um medicamento antivírico utilizado no tratamento de adultos e adolescentes (com 12 anos de idade ou mais e com um peso de, pelo menos, 35 kg) com infeção pelo vírus da imunodeficiência humana do tipo 1 (VIH-1), o vírus que causa a síndrome da imunodeficiência adquirida (SIDA).
O Odefsey está disponível na forma de comprimidos, cada um contendo 200 mg de emtricitabina, 25 mg de rilpivirina e 25 mg de tenofovir alafenamida.

## Indicação terapêutica
É utilizado apenas em doentes nos quais o vírus não tenha desenvolvido resistência a uma classe de medicamentos contra o VIH denominados inibidores não-nucleosídeos da transcriptase reversa, ao tenofovir ou à emtricitabina, e que apresentem níveis de VIH no sangue (carga viral) não superiores a 100 000 cópias/ml de ARN do VIH-1.

## Benefícios terapêuticos
O Comité dos Medicamentos para Uso Humano (CHMP) considerou que o Odefsey é uma opção de tratamento alternativa ao Eviplera, apresentando uma eficácia semelhante. Em termos de segurança, o tenofovir alafenamida é eficaz a uma dose mais baixa do que o tenofovir disoproxil e pode levar a uma diminuição dos efeitos secundários a nível dos rins e ossos. Por conseguinte, o CHMP concluiu que os benefícios do Odefsey são superiores aos seus riscos e recomendou a sua aprovação para utilização na UE.